# Zoutpansberg

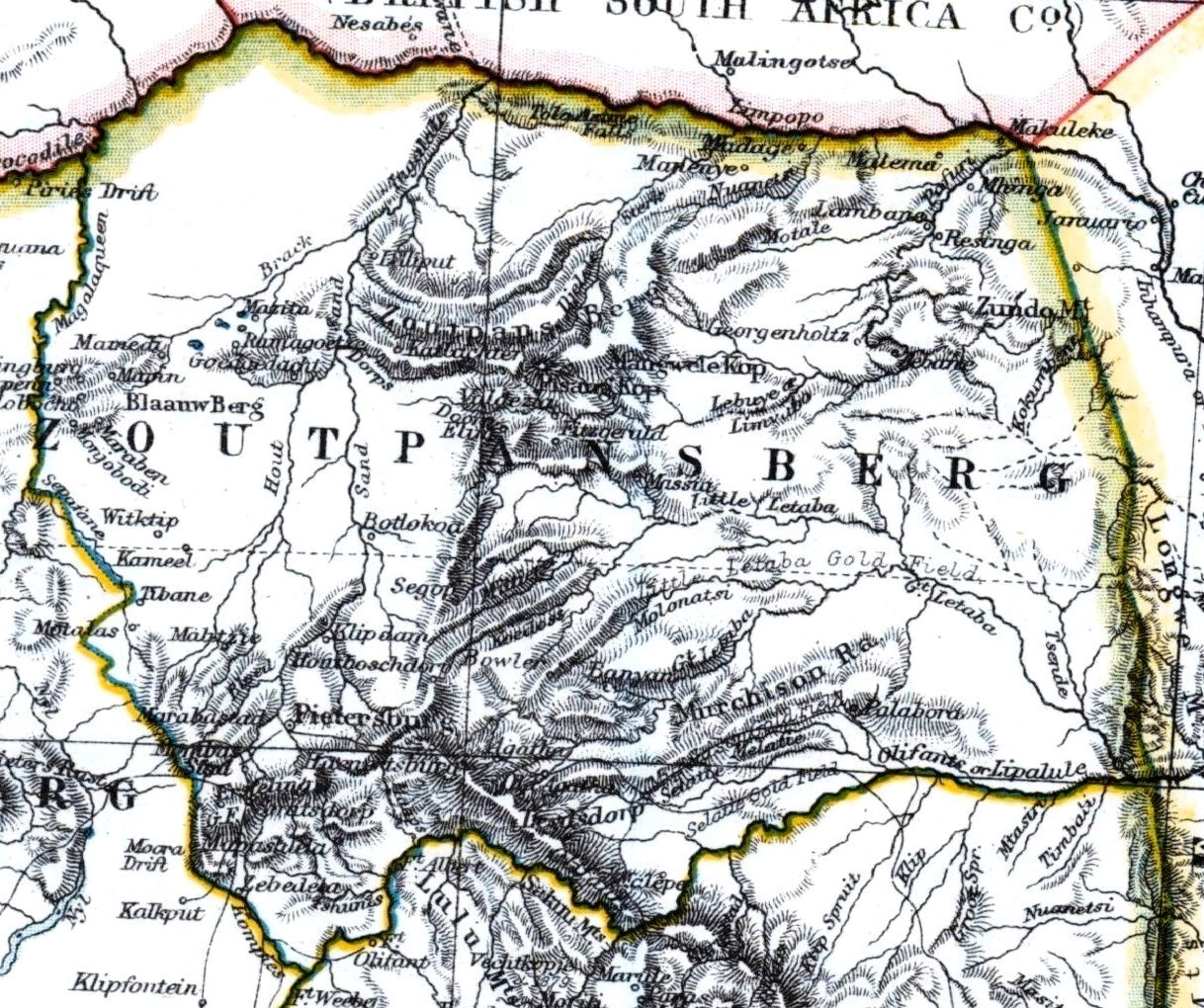
Zoutpansberg en un mapa de 1897.

Zoutpansberg (o Soutpansberg) era la división noroeste del Transvaal, Sudáfrica. A este distrito viajaron en 1835 Louis Trichardt y Jan van Rensburg, los precursores del Gran Trek (o la gran migración). En 1845, Hendrik Potgieter, un importante líder de los voortrekkers, se trasladó allí.
Los bóeres de Zoutpansberg formaron una comunidad semiindependiente entre 1849 y 1860 mediante la creación de la República de Zoutpansberg, cuya capital era Zoutpansbergdorp, más tarde conocida como Schoemansdal. En 1857, Stephanus Schoeman, su comandante general, tomó partido contra Marthinus Pretorius y Paul Kruger cuando ambos invadieron el Estado Libre de Orange. En 1864 Zoutpansberg fue incorporada de forma definitiva a la República Sudafricana. 
Trichard y sus compañeros habían encontrado evidencias de oro en los nativos, y fue en este distrito y en la región vecina de Lydenburg donde, entre 1867 y 1870, se establecieron minas europeas por primera vez al sur del río Limpopo. Los colonos blancos de Zoutpansberg tuvieron durante muchos años fama de poco organizados, y posteriormente fueron considerados back velt Boers típicos. Zoutpansberg tenía más población nativa que cualquier otra región del Transvaal. 
Es una zona llena de minerales; además del oro, también se extrae el cobre hallado cerca del río Limpopo (donde se encuentra la mina de Musina). Los poblados principales son Polokwane y Leydsdorp.